# Sœurs de Sainte Jeanne d'Arc
Les Sœurs de Sainte Jeanne d'Arc (S.J.A.) sont une congrégation religieuse fondée en 1914 au Massachusetts aux États-Unis par le père Marie-Clément Staub (1876-1936) et Célina Benoît pour le service du clergé et de la pastorale paroissiale.
Elles appartiennent à la famille assomptionniste.

## Sœurs de Sainte Jeanne d'Arc
Cette congrégation canadienne et américaine a été fondée par le père Marie-Clément Staub, a.a. (1876-1936) et sœur Jeanne du Sacré-Cœur, née Célina Benoît à Worcester en 1914. Elle se développe au Canada dès 1917 (Sillery, Québec). Leur mission est l'apostolat au service des prêtres et des paroisses.
Il y a eu au cours de leur histoire neuf supérieures générales : mère Jeanne du Sacré-Cœur, de 1920 à 1933 ; mère Joséphine du Sacré-Cœur, née Edna Lacroix, de 1933 à 1953 ; mère Berthe du Sacré-Cœur, née Berthe Poirier, de 1953 à 1965 ; mère Marie du Sacré-Cœur, née Cécile Gaudreau, de 1965 à 1977 ; sœur Jeanne d'Arc Samson, de 1977 à 1983 ; sœur Agathe Précourt, de 1983 à 1990 ; sœur Yolande Roy, de 1990 à 2002 ; sœur Pauline Talbot, de 2002 à 2016 ; sœur Gilberte Paquet depuis 2016. En dehors de la maison généralice, la congrégation  comptait en 2007 neuf communautés au Canada, deux aux États-Unis, une en Italie, sur un total de 120 sœurs.
Elles étaient 145 en 2002, au Canada, aux États-Unis d'Amérique et à Rome. Douze maisons ont fermé en 2008. On a dû rapatrier des sœurs trop vieilles, si bien que toutes les maisons de l'Europe ont fermé. Il n'en reste donc plus qu'aux États-Unis et au Québec.